# Lavaré
Lavaré és un municipi francès situat al departament del Sarthe i a la regió de País del Loira. L'any 2007 tenia 831 habitants.

## Demografia

### Població
El 2007 la població de fet de Lavaré era de 831 persones. Hi havia 358 famílies de les quals 103 eren unipersonals (58 homes vivint sols i 45 dones vivint soles), 140 parelles sense fills, 103 parelles amb fills i 12 famílies monoparentals amb fills.
La població ha evolucionat segons el següent gràfic:
Habitants censats

### Habitatges
El 2007 hi havia 460 habitatges, 367 eren l'habitatge principal de la família, 48 eren segones residències i 44 estaven desocupats. 448 eren cases i 7 eren apartaments. Dels 367 habitatges principals, 285 estaven ocupats pels seus propietaris, 73 estaven llogats i ocupats pels llogaters i 9 estaven cedits a títol gratuït; 3 tenien una cambra, 44 en tenien dues, 91 en tenien tres, 106 en tenien quatre i 123 en tenien cinc o més. 312 habitatges disposaven pel capbaix d'una plaça de pàrquing. A 196 habitatges hi havia un automòbil i a 130 n'hi havia dos o més.

### Piràmide de població
La piràmide de població per edats i sexe el 2009 era:
| Homes | Edats   | Dones |
| ----- | ------- | ----- |
| 0     | 95 o +  | 0     |
| 0     | 90 a 94 | 0     |
| 8     | 85 a 89 | 8     |
| 8     | 80 a 84 | 8     |
| 24    | 75 a 79 | 16    |
| 20    | 70 a 74 | 24    |
| 28    | 65 a 69 | 8     |
| 48    | 60 a 64 | 40    |
| 16    | 55 a 59 | 24    |
| 12    | 50 a 54 | 12    |
| 28    | 45 a 49 | 16    |
| 32    | 40 a 44 | 44    |
| 44    | 35 a 39 | 16    |
| 32    | 30 a 34 | 12    |
| 12    | 25 a 29 | 24    |
| 16    | 20 a 24 | 12    |
| 32    | 15 a 19 | 32    |
| 16    | 10 a 14 | 4     |
| 20    | 5 a 9   | 12    |
| 16    | 0 a 4   | 12    |

## Economia
El 2007 la població en edat de treballar era de 474 persones, 342 eren actives i 132 eren inactives. De les 342 persones actives 294 estaven ocupades (169 homes i 125 dones) i 50 estaven aturades (23 homes i 27 dones). De les 132 persones inactives 56 estaven jubilades, 32 estaven estudiant i 44 estaven classificades com a «altres inactius».

### Ingressos
El 2009 a Lavaré hi havia 354 unitats fiscals que integraven 788 persones, la mediana anual d'ingressos fiscals per persona era de 16.870 €.

### Activitats econòmiques
Dels 21 establiments que hi havia el 2007, 1 era d'una empresa de fabricació d'altres productes industrials, 2 d'empreses de construcció, 4 d'empreses de comerç i reparació d'automòbils, 2 d'empreses de transport, 1 d'una empresa d'hostatgeria i restauració, 2 d'empreses d'informació i comunicació, 3 d'empreses financeres, 3 d'empreses de serveis i 3 d'empreses classificades com a «altres activitats de serveis».
Dels 3 establiments de servei als particulars que hi havia el 2009, 1 era un guixaire pintor, 1 perruqueria i 1 restaurant.
L'únic establiment comercial que hi havia el 2009 era una botiga de menys de 120 m².
L'any 2000 a Lavaré hi havia 25 explotacions agrícoles que ocupaven un total de 1.330 hectàrees.

## Equipaments sanitaris i escolars
El 2009 hi havia una escola elemental.

## Poblacions més properes
El següent diagrama mostra les poblacions més properes.